# Meccanismo Vickrey-Clarke-Groves
Il meccanismo Vickrey-Clarke-Groves (VCG) è un tipo di asta dove i partecipanti hanno interesse a rivelare il vero valore che attribuiscono ai beni. È una generalizzazione dell'asta di Vickrey per il caso di più beni.

## Definizione formale
Per qualsiasi insieme di beni all'asta {\displaystyle M=\{b_{1},\ldots ,b_{m}\}} e un insieme di offerenti {\displaystyle N=\{o_{1},\ldots ,o_{n}\}}, sia {\displaystyle U_{N}^{M}} l'utilità sociale dell'asta VCG per una data combinazione di offerte. Un offerente {\displaystyle o_{i}} che ottiene il bene {\displaystyle b_{j}} paga {\displaystyle U_{N\setminus \{o_{i}\}}^{M}-U_{N\setminus \{o_{i}\}}^{M\setminus \{b_{j}\}}}, cioè il costo sociale del suo successo sopportato dagli altri offerenti. 
Infatti, l'insieme degli offerenti eccetto {\displaystyle \{o_{i}\}} è {\displaystyle N\setminus \{o_{i}\}}. Quando il bene {\displaystyle b_{j}} è all'asta, ottengono l'utilità sociale {\displaystyle U_{N\setminus \{o_{i}\}}^{M}.} L'attribuzione del bene a {\displaystyle o_{i}} riduce l'insieme dei beni all'asta a {\displaystyle M\setminus \{b_{j}\}} e l'utilità sociale diventa {\displaystyle U_{N\setminus \{o_{i}\}}^{M\setminus \{b_{j}\}}}. La differenza tra questi due livelli di utilità sociale è il pagamento per il bene {\displaystyle b_{j}} ottenuto dal vincitore {\displaystyle o_{i}}.
Sia {\displaystyle V} il valore del bene {\displaystyle b_{j}} per il vincitore. L'utilità ottenuta sarà allora {\displaystyle V-\left[U_{N\setminus \{o_{i}\}}^{M}-U_{N\setminus \{o_{i}\}}^{M\setminus \{b_{j}\}}\right].}

## Applicazione ai beni pubblici
Prendiamo il caso di una procedura per determinare la quantità di un bene pubblico.
Ogni individuo invia un messaggio all'ufficio che si occupa dell'amministrazione del bene pubblico. Il messaggio può corrispondere alle vere preferenze per il bene pubblico oppure l'informazione può essere falsa.
Supponiamo che la funzione di utilità dell'individuo {\displaystyle i} sia:
{\displaystyle u_{i}=f_{i}(x)+z_{i}}
dove {\displaystyle x} è il bene pubblico e {\displaystyle z_{i}} un bene privato. La funzione {\displaystyle f_{i}(x)} è chiamata la funzione di valutazione del bene pubblico. L'ipotesi di separabilità del bene pubblico è indispensabile per il buon funzionamento del meccanismo VCG. Questa funzione di utilità quasi-lineare implica che non esiste effetto di reddito nella preferenza per il bene pubblico.
Sia {\displaystyle p} il prezzo del bene pubblico. Il bene privato è utilizzato come numerario con un prezzo uguale a uno. L'ufficio che si occupa dell'amministrazione del bene pubblico calcola la quantità da produrre utilizzando le informazioni ricevute (per esempio, il valore del bene pubblico secondo i diversi individui). Sceglie la quantità che massimizza il beneficio netto globale (utilità sociale netta):
{\displaystyle G=\sum _{i=1}^{h}f_{i}(x)-px}
dove {\displaystyle h} è il numero di individui.
La condizione di primo ordine è:
{\displaystyle \sum f_{i}'(x)=p}
Se il bene pubblico è prodotto da un'impresa in condizione di concorrenza perfetta, l'equilibrio sarà ottenuto dall'uguaglianza dei rapporti di prezzo ({\displaystyle p}) con il tasso di trasformazione dei prodotti. La condizione di primo ordine per la massimizzazione del beneficio netto globale implica che la quantità scelta corrisponde ad un ottimo paretiano (condizione di Samuelson: la somma dei tassi marginali di sostituzione deve essere uguale al tasso di trasformazione dei prodotti).
L'ufficio fissa la tassa utilizzando la formula seguente:
{\displaystyle T_{i}=p{\hat {x}}-\sum _{j\neq i}^{h}f_{j}({\hat {x}})}
dove {\displaystyle {\hat {x}}} è la quantità prodotta del bene pubblico.
Questo meccanismo incita gli individui ad inviare un messaggio corrispondente alle loro vere preferenze. Infatti, la massimizzazione dell'utilità sotto il vincolo di bilancio:
{\displaystyle z_{i}+T_{i}=y_{i}}
dove {\displaystyle y_{i}} è il reddito, corrisponde a massimizzare l'espressione:
{\displaystyle f_{i}(x)+y_{i}-T_{i}}.
L'individuo conosce la formula utilizzata dall'ufficio per fissare la tassa. Inoltre, il reddito dell'individuo non dipende dalla quantità prodotta di bene pubblico. Possiamo quindi dire che l'individuo massimizza l'espressione seguente:
{\displaystyle f_{i}(x)-[px-\sum _{j\neq i}f_{j}(x)]}
Se l'individuo rivela le sue vere preferenze, l'ufficio massimizza l'espressione seguente:
{\displaystyle G=\sum _{j=1}^{h}f_{j}(x)-px=f_{i}(x)+\sum _{j\neq i}^{h}f_{j}(x)-px=f_{i}(x)-[px-\sum _{j\neq i}^{h}f_{j}(x)]}
che è identica a quella utilizzata dall'individuo. L'individuo ha quindi interesse a rivelare le sue vere preferenze poiché in questo caso l'obiettivo dell'ufficio corrisponde al suo. In altri termini, dire la verità è una strategia dominante.
Esempio 
Siano le funzioni di utilità di due individui:
{\displaystyle u_{1}=3{\sqrt {x}}+z_{1}\quad ;\quad u_{2}={\sqrt {x}}+z_{2}}
Il prezzo del bene pubblico è uguale a uno.
La quantità prodotta, secondo il meccanismo spiegato qui sopra, è allora {\displaystyle {\hat {x}}=4} e le tasse {\displaystyle T_{1}=2}, {\displaystyle T_{2}=-2}.
Come lo mostra questo esempio dove il finanziamento è nullo, il meccanismo non permette sempre di finanziare la produzione del bene pubblico. Tuttavia, basta aggiungere un termine che non dipende da {\displaystyle f_{i}(x)}, ne da {\displaystyle x} e che permette un ricavo fiscale sufficiente per finanziare il bene pubblico. Questo termine non modifica il risultato ottenuto qui sopra. Le tasse possono essere fissate utilizzando l'espressione seguente:
{\displaystyle T_{i}=p{\frac {\hat {x}}{h}}+S_{i}-\sum _{j\neq i}[f_{j}({\hat {x}})-p{\frac {\hat {x}}{h}}]}
con
{\displaystyle S_{i}=\max _{x}\ \sum _{j\neq i}[f_{j}(x)-p{\frac {x}{h}}]}
Siccome {\displaystyle S_{i}\geq \sum [f_{j}({\hat {x}})-p{\hat {x}}/h]}, avremo {\displaystyle \sum T_{i}\geq p{\hat {x}}} e il finanziamento del bene pubblico è assicurato.
Esempio
Riprendendo l'esempio precedente otteniamo le tasse seguenti:
{\displaystyle T_{1}=2+0.5-0=2.5\quad ;\quad T_{2}=2+4.5-4=2.5}
Se la ricetta fiscale è superiore al costo del bene pubblico, come in questo esempio, abbiamo un paradosso. Le condizioni di ottimalità per il bene pubblico (condizione di Samuelson) sono soddisfatte ma la soluzione trovata non può essere un ottimo paretiano poiché c'è un eccedente che potrebbe essere distribuito fra gli individui. Tuttavia, se ciò avviene il meccanismo deve essere modificato poiché gli individui terranno conto di questa ridistribuzione e dire la verità non è più una strategia dominante.
Groves e Ledyard hanno proposto un meccanismo più generale senza eccedenti (conti equilibrati). Gli individui indicano all'ufficio l'aumento desiderato della produzione di bene pubblico. Questa indicazione dipenderà dai valori indicati dagli altri individui. Bisognerà quindi che qualcuno cominci e la procedura dovrà convergere verso una soluzione globalmente coerente. L'ufficio che amministra il bene pubblico determina la quantità da produrre addizionando le proposte individuali ({\displaystyle \Delta _{i}}):
{\displaystyle {\hat {x}}=\sum _{i=1}^{h}\Delta _{i}}.
Le tasse sono fissate utilizzando la formula seguente:
{\displaystyle T_{i}=p{\frac {\hat {x}}{h}}+{\frac {\gamma }{2}}\left[{\frac {h-1}{h}}(\Delta _{i}-A_{i})^{2}-\sum _{j\neq i}{\frac {1}{h-2}}(\Delta _{j}-A_{i})^{2}\right]}
dove
{\displaystyle A_{i}={\frac {1}{h-1}}\sum _{j\neq i}\Delta _{j}={\frac {1}{h-1}}({\hat {x}}-\Delta _{i})}
e {\displaystyle \gamma } è una costante positiva.
Groves e Ledyard suppongono che gli individui considerano l'aumento indicato dagli altri come un dato. Questa ipotesi corrisponde a quella utilizzata nell'equilibrio di Nash. Si può quindi dire che questo meccanismo conduce ad un equilibrio di Nash corrispondente ad un ottimo paretiano.
Per concludere, bisogna precisare che la ricerca di un meccanismo ottimale non può arrivare a delle conclusioni in contraddizione con il teorema sull'impossibilità delle procedure di decisioni collettive (teorema dell'impossibilità di Arrow). Infatti, Hurwicz ha mostrato che non esiste nessun meccanismo d'allocazione delle risorse che rappresenti sempre una strategia dominante per ogni individuo e conduce ad un ottimo paretiano. In altri termini, dire la verità non è sempre una strategia dominante nell'allocazione delle risorse. Questo risultato negativo è valevole anche per i beni privati, salvo nel caso di economie atomistiche. Infatti, se gli individui non considerano il prezzo come un dato, possono ottenere un miglior risultato con un comportamento strategico. Tuttavia, nel caso dei beni privati l'ipotesi di prezzi fissi è molto ragionevole quando gli individui sono numerosi (quando un consumatore acquista un litro di latte considera il prezzo come un dato). Al contrario, questa ipotesi è più difficile da accettare per i beni pubblici. Si spera sempre che siano gli altri a pagare.